# 25th Anniversary「9132」Encore LIVE
『25th Anniversary「9132」Encore LIVE』は、2010年12月4日・12月5日・12月25日に、東京/渋谷・大阪/南堀江にて行われた、浅香唯のデビュー25周年を記念するスペシャル・ライブのアンコールライブである。

## 解説
ライブのタイトルにもなっている「9132」とは、浅香唯がデビューしてから経過した日数を表している。

## 日程・会場
2010年12月04日　SHIBUYA BOXX
2010年12月05日　SHIBUYA BOXX
2010年12月25日　南堀江knave

## セットリスト

### 2010年12月04日
01. 夏少女
<MC>
02. ヤッパシ…H!
03. コンプレックスBANZAI!!
04. 10月のクリスマス
<MC>
05. STAR
06. 瞳にSTORM
07. 虹のDreamer
<MC>
08. Believe Again
09. C-Girl
10. セシル
<MC/メンバー紹介>
11. Melody
12. TRUE LOVE
13. NEVERLAND 〜YAWARA!メインテーマ〜
14. DREAM POWER
<MC>
15. カタマリたいの
16. Chance!
17. 恋のUpside-Down
<MC>
18. 不器用な天使
－ENCORE－
01. 笑顔の私
<MC>
02. マジ?マジ!マジカル☆ジュエル
<MC>
03. 夜が明けるまで

### 2010年12月05日
01. 夏少女
<MC>
02. ふたりのMoon River
03. ヤッパシ…H!
04. コンプレックスBANZAI!!
<MC>
05. 10月のクリスマス
06. STAR
07. 瞳にSTORM
08. 虹のDreamer
<MC>
09. Believe Again
10. C-Girl
11. セシル
<MC>
12. Melody
13. TRUE LOVE
14. 恋のロックンロール・サーカス
<MC>
15. 7 days Girl
16. ボーイフレンドをつくろう
17. ひとり
<MC>
18. Ring Ring Ring
－ENCORE－
01. 夜が明けるまで
<MC>
02. はだかでピース
<MC>
03. Shake Love
04. Remember

### 2010年12月25日
01. 夏少女
<MC>
02. ヤッパシ…H!
03. コンプレックスBANZAI!!
04. 10月のクリスマス
<MC>
05. STAR
06. 瞳にSTORM
07. 虹のDreamer
<MC>
08. Believe Again
09. C-Girl
10. セシル
<MC/メンバー紹介>
11. Melody
12. TRUE LOVE
13. NEVERLAND 〜YAWARA!メインテーマ〜
14. 恋のロックンロール・サーカス
15. Chance!
16. 7 days Girl
17. ボーイフレンドをつくろう
<MC>
18. Ring Ring Ring
－ENCORE－
01. きよしこの夜/夜が明けるまで
02. 笑顔の私
<MC>
03. マジ?マジ!マジカル☆ジュエル
04. Remember
05. GOAL

## エピソード
大阪/南堀江knaveでのライブは、ライブ当日がクリスマスであったため、アンコールではサンタ衣装にて、「きよしこの夜」を披露。ライブ終了際には愛娘がサンタ衣装で登場し、最後にステージから飴やサイン&メッセージ入りボールを客席へ投げ、デビュー25周年記念のアンコールライブは幕を閉じた。